# Affaire du détournement de fonds publics au profit de sénateurs UMP
Le texte peut changer fréquemment, n’est peut-être pas à jour et peut manquer de recul. 
Le titre et la description de l'acte concerné reposent sur la qualification juridique retenue lors de la rédaction de l'article et peuvent évoluer en même temps que celle-ci.
L'affaire du détournement de fonds publics au profit de sénateurs UMP est une affaire politico-financière française révélée par le site d'information Mediapart et ayant donné lieu à l'ouverture d'une instruction judiciaire. 
Une association, l'Union républicaine du Sénat (ou URS), est au cœur du système qui permettait aux sénateurs de se reverser une partie de l'argent qu'ils n'avaient pas dépensé pour embaucher des assistants parlementaires.  
Entre les mois de décembre 2009 et mars 2012, l'URS a ainsi versé quelque 210 000 euros en chèques à une trentaine de ses sénateurs. Des sommes d'argent liquide – quelque 113 000 euros selon Le Parisien – ont été retirées d'un des comptes de l'URS. Une soixantaine[réf. nécessaire] de sénateurs seraient concernés par ce système (qui aurait duré entre 2003 et 2014), appelé également « affaire des chèques du Sénat » ou « affaire des ristournes du Sénat ».
Neuf personnes ont été mises en examen dans le cadre de cette affaire, dont sept sénateurs et parmi eux Henri de Raincourt, ex-président du groupe UMP au Sénat, et Jean-Claude Carle, ex-trésorier de ce groupe. La cour d'appel de Paris a cependant suspendu l'enquête le 14 juin 2017, cinq des sénateurs ayant demandé la nullité de leur mise en examen. L'enquête peut reprendre le 18 décembre 2017, les mises en examen étant confirmées.

## Enquête
Cette affaire est instruite depuis juillet 2012 après un signalement de Tracfin, la cellule de renseignement du ministère des Finances. Après une enquête préliminaire, le parquet de Paris a ouvert une information judiciaire pour des faits d’abus de confiance et de blanchiment, avant d’élargir l’instruction à un détournement de fonds publics.
Les investigations portent sur deux associations, l’Union républicaine du Sénat (URS) et le Cercle de réflexion et d’études sur les problèmes internationaux (Crespi), alimentées par le groupe UMP au Sénat, pour environ 400 000 euros entre 2009 et 2012 pour l’URS. Entre les mois de décembre 2009 et mars 2012, l’Union républicaine du Sénat (URS) a ainsi versé quelque 210 000 euros en chèques à une trentaine de ses sénateurs. Des sommes d’argent liquide – quelque 113 000 euros selon Le Parisien – ont été retirées d’un des comptes de l’URS. À partir de ces deux associations, des sommes ont été versées à plusieurs sénateurs UMP. L’enquête porte aussi sur des sommes remises aux sénateurs depuis deux comptes bancaires du groupe UMP au Sénat. 
Les juges s’interrogent sur l’utilisation et la légitimité de ces fonds, alors que les sénateurs perçoivent déjà du Sénat environ 7 100 euros d’indemnités parlementaires mensuelles (5 300 euros nets), environ 6 000 euros par mois au titre de l'indemnité représentative de frais de mandat (IRFM) et une indemnité pour rémunérer leurs attachés parlementaires.
Neuf personnes ont été mises en examen. Sept sénateurs pour détournement de fonds publics par personne chargée d’une mission de service public et recel : Henri de Raincourt, René Garrec, Jean-Claude Carle, ex-trésorier du groupe UMP, André Dulait, trésorier de l'URS. François Thual, Pierre Martin et Bruno Sido ont également été mis en examen. Pierre Bordier a aussi été mis en examen.
Un des collaborateurs de Jean-Claude Carle, Michel Talgorn, est mis en examen le 16 novembre 2016 pour détournement de fonds publics par un particulier.
La cour d’appel de Paris a cependant suspendu l’enquête le 14 juin 2017, cinq des sénateurs ayant demandé la nullité de leur mise en examen. L'enquête peut reprendre le 18 décembre 2017, les mises en examen étant confirmées. Henri de Raincourt annonce alors son intention de se pourvoir en cassation.
La Cour de cassation valide l’analyse de la cour d’appel le 27 juin 2018, reconnaissant à un parlementaire la qualité de personne chargée d’une mission de service public, et permettant donc d’être poursuivi pour détournement de fonds publics. L’instruction interrompue depuis juin 2017 reprend suite à cet arrêt de la Cour de cassation.

## François Thual
François Thual a été[Quand ?] secrétaire général de l’Union républicaine du Sénat (URS). Il est auditionné par les policiers de la brigade de répression de la délinquance astucieuse (BRDA) en mars 2013 et a été mis en examen en juillet 2015 pour détournement de fonds publics. 
Il a témoigné dans Le Monde en novembre 2014 : « Jusqu’à cet été, j’allais tous les mois, ou presque, retirer entre 5 000  et   6 000 euros en liquide de l’un des comptes de l’URS, et je le remettais au trésorier du groupe UMP du Sénat, Jean-Claude Carle ».

## François Fillon
Selon le Journal du dimanche et Mediapart, François Fillon a perçu sept chèques de 3 000 euros chacun, émis par le compte HSBC de l’Union républicaine du Sénat (URS) quand il était sénateur de la Sarthe entre 2005 et 2007, soit un montant total de 21 000 euros. François Fillon n'est pas visé par l'enquête judiciaire qui concerne seulement la période postérieure à 2009. Il a quitté le Sénat en 2007 et ne peut donc être inquiété par la justice.